# Sanyanjing
Sanyanjing (kinesiska: 三眼井, 三眼井乡) är en socken i Kina. Den ligger i den autonoma regionen Inre Mongoliet, i den norra delen av landet, omkring 630 kilometer öster om regionhuvudstaden Hohhot.
Genomsnittlig årsnederbörd är 567 millimeter. Den regnigaste månaden är juni, med i genomsnitt 159 mm nederbörd, och den torraste är januari, med 4 mm nederbörd.